# Dood van Jezus binnen de islam

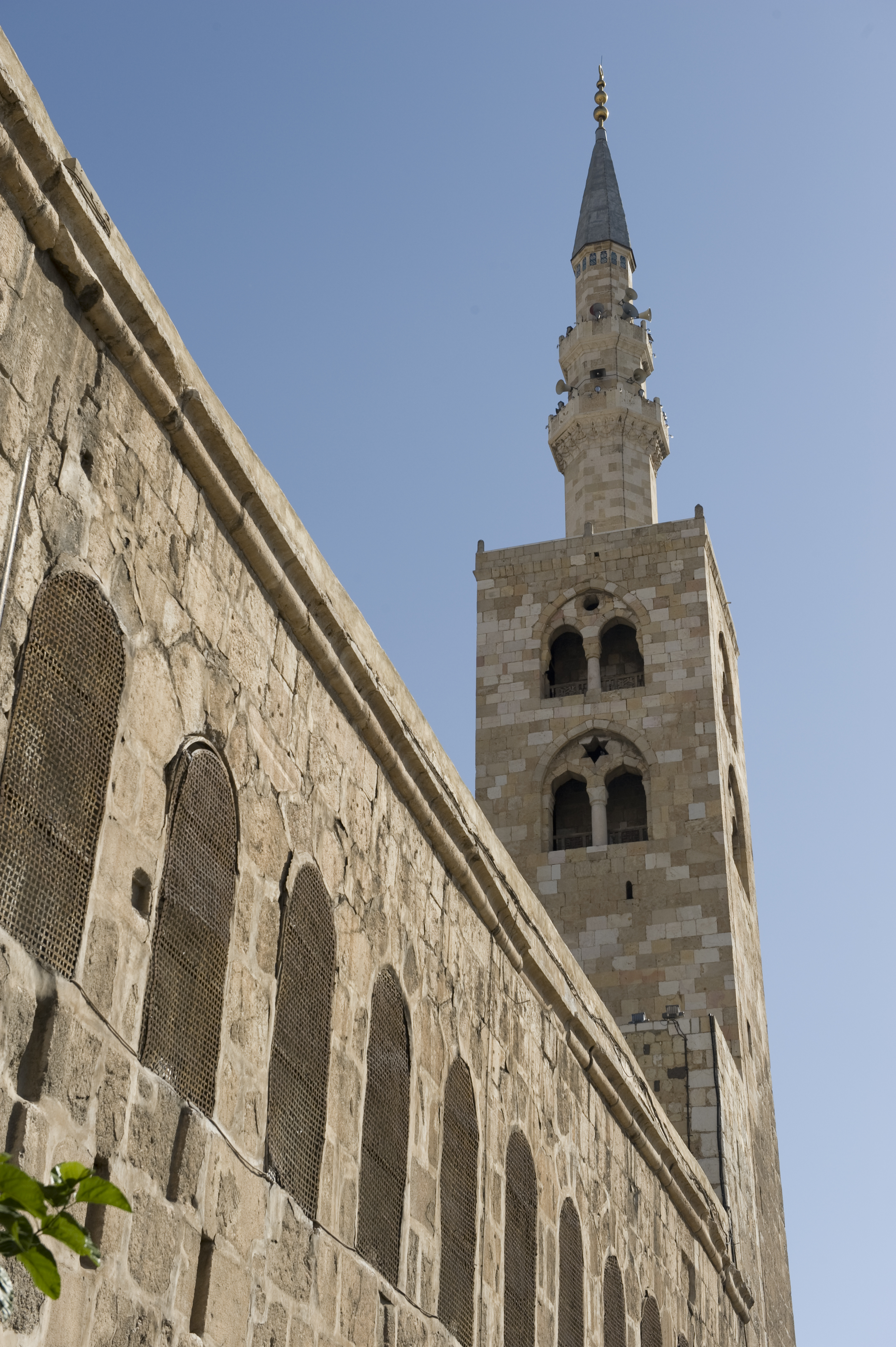
De minaret in Damascus waar Isa zal verschijnen.

Volgens de Koran is Isa al-Masih (de islamitische benaming van Jezus Christus) niet gekruisigd en niet gestorven, dit in tegenstelling tot wat de christenen geloven. Moslims geloven dat een andere persoon met de gedaante van Isa werd opgepakt en gekruisigd door de Romeinse soldaten. Isa werd voor hij werd geresteerd naar de hemel verheven door Allah (God) zoals vermeld staat in Hoofdstuk De Vrouwen. Isa was toen 33 jaar.
Aan het einde der tijden zal Isa terugkeren naar aarde. Hij zal verschijnen in Damascus aan de oostelijke minaret van de moskee. Hij zal de antichrist (dajjal) doden in de stad Lydda. Nadien zal hij trouwen, kinderen krijgen en 40 jaar op aarde verblijven. Hij zal ook de bedevaart verrichten. Uiteindelijk zal hij sterven en begraven worden in Medina naast de profeet Mohammed.

## Ahmadiyya
De Ahmadi's geloven dat Isa wel is gekruisigd maar dat hij dat overleefde. Hij zou nadien naar Kasjmir vertrokken zijn, zijn missie daar voortgezet hebben en daar gestorven zijn op 120-jarige leeftijd. Zijn graf zou in Roza Bal zijn in de stad Srinagar. Ahmadi's geloven niet in de terugkeer van Isa aan het einde der tijden.